# Jacques Roston
Jacques Roston, född 1874 i Koło, 1947 i London, var en polyglott, översättare och språklärare, skapare av Linguaphone-metoden.
Jacques Roston grundade gruppen Linguaphone i London 1901. Han insåg tidigt grammofonens potential för språkinlärning. 1921 fanns Linguaphone-kurser på engelska, tyska, italienska, franska, spanska, afrikaans och esperanto.
Under 1920-talet konsoliderade Roston sin översättningsbyrå, som blev den största i Storbritannien, och förbättrade grammofontekniken. Han skapade Linguaphone Repeater, som automatiskt placerade tonarmen över spåret utan att man behövde lyfta den manuellt, och Linguaphone Solophone, som gjorde det möjligt att lyssna isolerat via hörlurar.
I slutet av 1920-talet användes Linguaphone-kurser i 92 länder.